# JanSport
JanSport — це американський бренд рюкзаків і колегіального одягу, у даний час належить VF Corporation, це один з найбільших у світі компаній по виробництву одягу. JanSport є найбільшим в світі виробником рюкзаків, разом з компанією The North Face, яка також належить VF Corporation, продають майже половину всіх невеликих рюкзаків в Сполучених Штатах.

## Історія
JanSport була заснована в 1967 році в Сіетлі, штат Вашингтон, США Мюрреєм Плетцом, його дружиною Джаніс «Jan» Льюїс (компанію названо її іменем), і його батько Норман Плетц.
У 1975 році JanSport представила перший туристичний рюкзак з фірмовим логотипом.
У 1986 році VF Corporation придбала Jansport у тодішнього власника  Blue Bell.
Корпоративна штаб-квартира Jansport знаходиться в місті Аламеда, штат Каліфорнія, у штаб-квартирі VF Corporation, там же знаходиться офіс The North Face.
Jansport також має склад в Епплтон, штат Вісконсин.
JanSport почав розробки зовнішньої рами рюкзака, який використовується металевий каркас з тканиною.

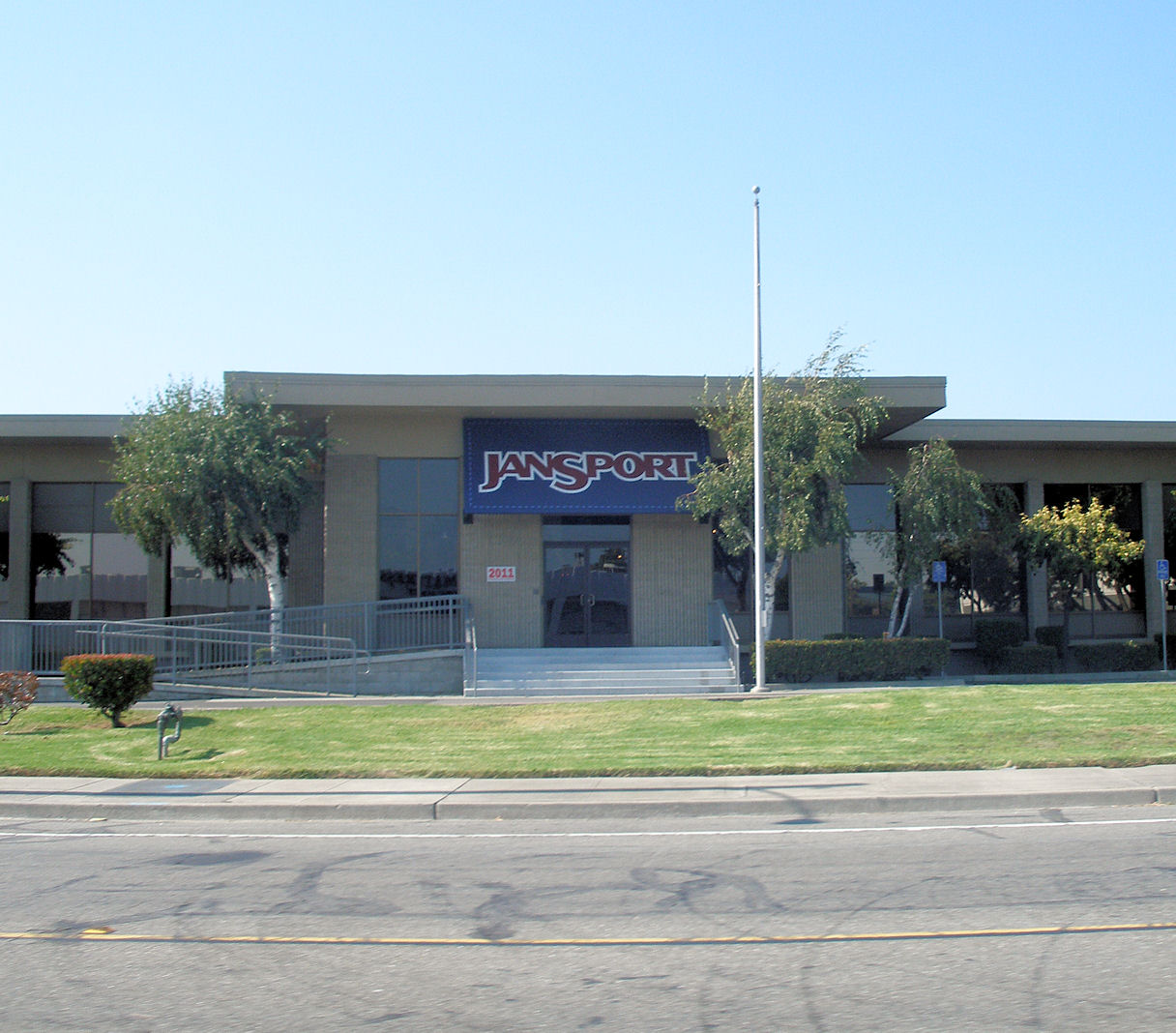
Офіс Jansport у Сан-Леандро
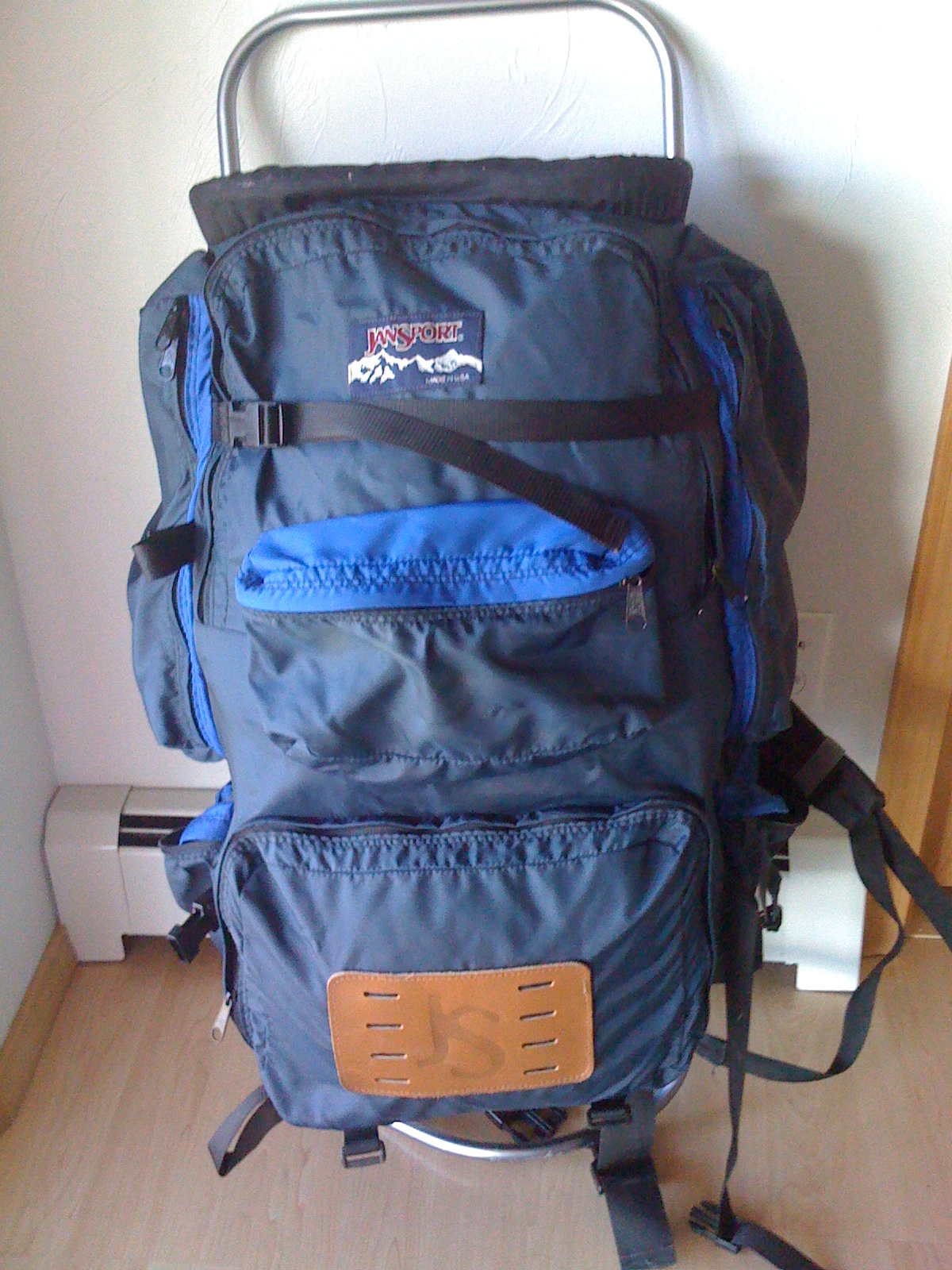
Модель туристичного рюкзака 90-х років JanSport D-3